# 뭍집게과
뭍집게과(Coenobitidae)는 육상 서식지에 널리 서식하는 것으로 알려진 육상 소라게(집게) 갑각류의 과이다. 2개 속에 17종으로 이루어져 있다. 전 세계의 해안가 열대 지역에서 발견되며 번식을 위해 바다에 접근해야 한다. 뭍집게과 집게는 성체가 되면 전적으로 육상 생활을 하지만 그 전에는 플랑크톤 유충으로 해양 생활을 한다.

## 하위 속
- 야자집게속 (Birgus) - 유일종 야자집게
- 뭍집게속 (Coenobita) - 16종